# 先进功能材料
《先进功能材料》（Advanced Functional Materials），常用缩写为Adv. Funct. Mater.和AFM，由约翰威立公司发行。2001年2月由Peter Gregory创立，起初以月刊频率发行，2006年转为每年18期，2008年转为双周刊，2013年起转为周刊，延续至今。
该期刊包含材料科学的材料科学的全部相关课题，出版格式包含原创研究完整论文，专题论文和亮点论文。是同属约翰威立公司发行的《先进材料》的姐妹期刊。现任主编是Jörn Ritterbusch。